# クイズ!できる?できない?
『クイズ!できる?できない?』は、日本テレビ系列にて放送されているバラエティ番組である。

## 概要
- 好奇心や探究心がかきたてられる疑問を、体を張って検証する実験バラエティー番組。2000年代に日本テレビで放送された「Dの嵐!」「Gの嵐!」の企画「Aの嵐」およびそのスペシャル版「驚きの嵐!世紀の実験 学者も予測不可能SP」の内容がベースとなっており、司会者の二宮のほか、スタッフが一部共通しており、「Aの嵐」や「驚きの嵐」で一度検証済みの実験も含まれている。
- スタジオパートは「できるできない委員会」という設定となっており、スタジオパネラーが合計50万円相当の番組独自のコインを用いて「できる」「できない」のどちらかにコインを賭けるクイズ形式となっている[1]。予想が外れた場合はコインが没収となり、最終的に残ったコインの相当額が賞金となる。

## 出演者

### MC
- 二宮和也（第2回 - )

### 進行
- 安村直樹（日本テレビアナウンサー）

### スタジオパネラー
- 第1回

- 第2回
  - 滝沢カレン
  - 田中圭
  - 那須雄登（美 少年）
  - 吉村崇（平成ノブシコブシ）
  - 吉岡里帆

- 第3回
  - 坂上忍
  - 陣内智則
  - DAIGO
  - 滝沢カレン
  - 堀田茜

### 知のスペシャリスト
- 第1回

- 第2回
  - 五十嵐美樹（東京都市大学人間科学部特任准教授）
  - 市岡元気（サイエンスアーティスト）
  - 川村康文（東京理科大学教授/北九州市科学館館長）
  - 藤田智（恵泉女学園大学副学長）
  - 中野信子（脳科学者）
  - 山崎直子（宇宙飛行士）

- 第3回
  - 尾嶋好美（サイエンスコーディネータ）
  - 川村康文（東京理科大学教授/北九州市科学館館長）
  - 藤田智（恵泉女学園大学副学長）
  - 宝槻秦伸（探究学舎）
  - 松本真由美（東京大学教養学部客員准教授）

## スタッフ

### クイズ!できる?できない?
- 構成：桝本壮志、塩野智章、安部裕之（安部→第2回）、山谷隆/桜井慎一
- ナレーター：三村ロンド
- TM：木村博靖
- SW：髙野信彦
- カメラ：早川知晃（第2回）
- 調整：山口考志
- 音声：山口直樹
- 照明：栗山真純（第2回）
- 技術協力：NiTRo、ヌーベルアージュ、ジャパンテレビ、広域テレビ技術、イーエーティー（イー→第2回）、東京オフラインセンター
- アートプロデューサー：髙野泰人、中村允（共に第2回）
- 美術・デザイン：川野悠介、北村春美（北村→第2回）
- 大道具：山田俊広（第2回、第1回は装置）
- 小道具：米山幸市（第2回、第1回は持道具）
- 電飾：福地里花（第2回）
- 衣裳：森島茉衣香（第2回）
- メイク：星野沙紀（第2回）
- モニター：中川英幸
- 美術協力：日テレアート、Bansei（Ban→第2回）
- タイトル：ドラゴンプーピクチャーズ
- イラスト：森三平
- 編集：蒲澤悠太
- MA：足立篤弘
- 音効：岡田淳一
- リサーチ：野村直子、大久保貴之
- 監修：東京理科大学教授木村真一、宮城大学助授齊藤秀幸、戸板女子短期大学教授谷口裕信、京都女子大学教授八田一、岡山大学教授堀部明彦（共に第2回）
- 写真協力：アフロ
- ロケ協力：ダイヤモンドエアサービス株式会社、株式会社ASTRAX/有限会社国際宇宙サービス/宇宙ワーママ、柏市、ザ・作兵衛、ヤマダ農園、八国山農園、株式会社TRISE、オーガニックライフ八ヶ岳株式会社、ととのい整作所、ざわざわ森、上州花火工房、産業技術総合研究所、アイベックス、株式会社大矢運送、保科リース株式会社所、株式会社江戸川機設（宇宙ワーママ・柏市・八山・TRISE・オーガニック・ととのい・ざわざわ・上州・産業・大矢・保科・江戸川→第2回）
- TK：大岡伸江
- デスク：高桑繭子
- ディレクター：日野力（オフィスぼくら）、丹野樹史、藤原明生（BEE OURS）、酒井普哉、小林瑤一朗、中村勇貴、小山巧、飯作優太/山田野乃花、内田早紀、下地大樹、西陽来、井上凌、野崎宏翔（小山・山田・内田・西・井上・野崎→第2回）
- 演出：安彦和弘
- 総合演出：三浦伸介
- プロデューサー：清水真美子、浜田和宏（オフィスぼくら）、竹下美佐・石田真之介（日企）、高橋正子・伊藤康一（SION）、川原三穂
- チーフプロデューサー：倉田忠明
- 制作協力：日企、オフィスぼくら、SION
- 製作著作：日テレ

#### 過去のスタッフ
- 構成：飯塚大悟（第1回）
- カメラ：福田伸一郎（第1回）
- 照明：村上洋平（第1回）
- 技術協力：アベックス（第1回）
- アートプロデューサー：木村武史（第1回）
- 電飾：川井智香子（第1回）
- 監修：京都大学宇宙総合学研究ユニット特定准教授 寺田昌弘、京都大学大学院総合生存学館特定准教授 三木健司（共に第1回）
- 写真協力：イメージマート、AP（共に第1回）
- 協力：横浜・八景島シーパラダイス（第1回）
- ロケ協力：東京バス株式会社、トラベルオンデマンド株式会社、タカハシレーシング（共に第1回）
- ディレクター：山口耕平、ネルムス健/山元瞳、管優歌、天木麻湖、中島祐菜、朝比奈侑香（共に第1回）

### できる?できない?
- 企画・演出：三浦伸介
- 構成：桝本壮志、塩野智章、山谷隆、飯塚大悟/桜井慎一
- ナレーター：三村ロンド
- TM：木村博靖
- SW：髙野信彦
- カメラ：水梨潤
- 調整：藤原達記
- 音声：山口直樹
- 照明：村上洋平
- アートプロデューサー：大川明子、木村武史
- 美術・デザイン：川野悠介
- 装置：永瀬雅俊
- 電飾：川井智香子
- 美術協力：日テレアート
- モニター：中川英幸
- タイトル：ドラゴンプーピクチャーズ
- イラスト：森三平
- 編集・MA：イカロス
- 音効：岡田淳一
- ロケ技術：イーエーティー、セッターズ、NiTRo
- ロケ協力：ザ・作兵衛、ヤマダ農園、株式会社ノースセール・ジャパン、逗子開成中学校・高等学校、横浜市民ヨットハーバー、バンセイ株式会社
- 制作進行：浜田和宏（オフィスぼくら）
- デスク：高桑繭子
- TK：田中彩
- ディレクター：日野力（オフィスぼくら）、安彦和弘、藤原明生（BEE OURS）、恵面亮介（日企）、ネルムス健、飯作優太/宮崎夏帆、朝比奈侑香、下村知輝
- プロデューサー：清水真美子、宇佐見友教・竹下美佐・石田真之介（日企）
- チーフプロデューサー：倉田忠明
- 制作協力：日企
- 製作著作：日テレ

## ネット局

### 第1回 (関東ローカル）
| 放送対象地域 | 放送局            | 系列           | 放送日時                     | 放送期間      | ネット状況 |
| ------------ | ----------------- | -------------- | ---------------------------- | ------------- | ---------- |
| 関東広域圏   | 日本テレビ（NTV） | 日本テレビ系列 | 日曜 14:00 - 15:00           | 2022年7月31日 | 制作局     |
| 近畿広域圏   | 読売テレビ（ytv)  | 日本テレビ系列 | 月曜 3:15 - 4:19（日曜未明） | 2023年1月2日  | 遅れネット |

### 第2回
| 放送対象地域        | 放送局            | 系列       | 放送日時           | 放送期間      | ネット状況                   |
| ------------------- | ----------------- | ---------- | ------------------ | ------------- | ---------------------------- |
| 関東広域圏          | 日本テレビ（NTV） | 日本テレビ | 火曜 19:00 - 21:00 | 2023年1月10日 | 制作局                       |
| 関東を除く 日本全国 | 日本テレビ系列    | 日本テレビ | 火曜 19:00 - 20:54 | 2023年1月10日 | 同時ネット （20:54飛び降り） |